# Johanna Spangenberg
Johanna Spangenberg (* 1. Juli 1894 in Trechtingshausen; † 16. Juni 1979) war eine hessische Politikerin (SPD) und ehemalige Abgeordnete des Hessischen Landtags.

## Ausbildung und Beruf
Johanna Spangenberg arbeitete nach einem Studium der Psychologie als Volksschullehrerin. Sie war Mitbegründerin einer Versuchsschule in Gera (Thüringen). Bis 1933 arbeitete sie als Stadträtin. Nach der Machtergreifung der Nationalsozialisten wurde sie entlassen. Während der Zeit des Nationalsozialismus 1933 bis 1945 war sie psychotherapeutisch in Berlin tätig. 1945 folgte ein Ruf an die Frankfurter Schule für soziale Berufe. Johanna Spangenberg wurde Leiterin der Erziehungs- und Jugendberatungsstelle in Frankfurt am Main und 1951 bis 1959 Abteilungsleiterin für Erwachsenenbildung beim Hessischen Minister für Erziehung und Volksbildung in Wiesbaden. Johanna Spangenberg war Mitglied der Freiwilligen Selbstkontrolle der Filmwirtschaft und der Filmbewertungsstelle und nahm zahlreiche Ehrenämter in der Erwachsenenbildung wahr.

## Politik
Vom 1. Dezember 1946 bis zum 30. November 1950 war sie Mitglied des Hessischen Landtags. Weiterhin war sie seit 1949 Mitglied des Deutschen Rates der Europäischen Bewegung und 1949 Mitglied der 1.  Bundesversammlung.